# Bento (database)
Bento è un'applicazione di database per Mac OS X sviluppata da FileMaker Inc. e attualmente dismessa. Bento si differenzia notevolmente dal prodotto di punta dell'azienda, FileMaker Pro, in quanto fa leva su modelli e sull'integrazione con altre applicazioni. Per impostazione predefinita Bento include le applicazioni Rubrica Indirizzi e iCal.

## Compatibilità
Bento è compatibile solo con Mac OS X Leopard o versioni successive a causa della sua dipendenza dalle caratteristiche non disponibili nelle versioni precedenti del sistema operativo. Alcune azioni, come la commutazione modelli, utilizzano Core Animation per animare la transizione. Bento comprende anche l'integrazione con Time Machine per il backup e richiede iCal 3.0 per la modifica dei dati.

## Cronologia delle versioni
| Versione di Bento | Data rilascio     | Caratteristiche |
| ----------------- | ----------------- | --- |
| Public Preview    | 13 novembre 2007  | |
| 1.0               | 8 gennaio 2008    | |
| 2.0               | 14 ottobre 2008   | |
| 3.0.1             | 29 settembre 2009 | Risolve problemi relative alla compatibilità con Bento 1.0.3 per iPhone e iPod touch. |
| 3.0.2             | 9 dicembre 2009   | Risolve il problema relativo all'importazione di un modello con un elenco ordinato di record correlati. Risolve un problema relativo alle caselle di controllo e collezioni intelligenti. Risolve bug minori segnalati dagli utenti. |
| 3.0.3             | 2 febbraio 2010   | Correzione di un problema legato agli eventi all'interno della libreria eventi di iCal e correzione di un problema relativo alla sincronizzazione.                                                                                   |
| 3.0.4             | 2 aprile 2010     | Compatibilità con iPad per consentire la sincronizzazione con i dispositivi iPhone, iPod touch e iPad. |
| 3.0.5             | 2 novembre 2010   | Compatibilità con il iPhoto '11 e con la nuova versione del Calendario di MobileMe. |
| 4.0.1             | 16 marzo 2011     | |